# Лучазавр
Остин Мателсон (англ. Austin Matelson, род. 10 марта 1985, Беркли, Калифорния) — американский рестлер и участник реалити-шоу, в настоящее время выступающий в All Elite Wrestling (AEW) по именем Киллсвитч (англ. Killswitch).
Он наиболее известен по работе в Lucha Underground под именем Вибора, а также по выступлениям в независимых компаниях и AEW под именем Лучаза́вр. Он также выступал в WWE на бренде NXT под именем Джудас Девлин.
Мателсон учился в Калифорнийском государственном университете в Нортридже, где получил степень бакалавра и магистра по средневековой истории.

## Карьера в рестлинге

### WWE (2012—2014)
В 2012 году Мателсон подписал контракт с WWE и был направлен на обучение в FCW, где ему дали имя Джудас Девлин. 1 августа 2012 года он дебютировал в FCW в команде с Кори Грейвсом, она победив Брайли Пирса и Си Джей Паркера. В 2012 году FCW была переименована в NXT и Девлин перешёл на новый бренд, выступая в основном на домашних шоу. Мателсон был уволен в 2014 году после тяжелой травмы бедра.

### Независимые компании (2016—2019)
Мательсон вернулся в рестлинг в 2016 году, три года спустя последнего матча в WWE в 2013 году. 17 июня 2016 года на шоу Millenium Pro Wrestling (MPW) под именем Остин Дрейвен он победил Райана Дж. Моралеса. 30 сентября 2016 года под именем Джаст Джудас он победил Дэнни Дивайна и стал чемпионом MPW в тяжелом весе.
9 ноября 2017 года Мательсон объединился с участником «Большого брата» Джесси Годдерзом в команду «Команда Большого брата», они победили HATE (Питер Авалон и Рэй Розас) на шоу Bar Wrestling.
После того, как Мательсон использовал персонажа Вибора в Lucha Underground, он начал использовать его в независимых компаниях. Он сменил имя на Лучазавр после того, как фанаты скандировали это имя во время его дебюта в Lucha Underground.

### Lucha Underground (2016—2018)
В мае 2016 года Мательсон под маской и именем Вибора дебютировал в Lucha Underground в составе группировки Reptile Tribe. 7 мая 2016 года Вибора вместе с Пиндаром и Драго выиграл титул чемпионов трио Lucha Underground. В эпизоде Lucha Underground от 18 июля 2018 года Вибора победил Джонни Мундо. В эпизоде Lucha Underground от 1 августа 2018 года персонаж Вибора был «убит» путем обезглавливания мечом Таи Валькирии.

### All Elite Wrestling (2019—н.в.)
25 мая 2019 года Мательсон дебютировал в All Elite Wrestling (AEW) на Double or Nothing в матче Casino Battle Royale. Он продержался до финальной тройки, после чего был элиминирован Адамом Пейджем. Через три дня стало известно, что он подписал контракт с компанией и будет выступать под именем Лучазавр. На All Out Лучазавр вместе с Джангл Боем и Марко Стантом основал группировку «Юрский экспресс».

## Личная жизнь
До начала обучения в Калифорнийском государственном университете в Нортридже Мателсон был полностью на домашнем обучении. В университете он получил две степени по истории — бакалавра в 2008 году и магистра в 2010 году, причем магистерская научная работа и диссертация были посвящены средневековой литературе.
Летом 2015 года Мателсон стал участником 17-го сезона «Большого брата». Он был выселен на двенадцатой неделе и занял пятое место. Находясь в доме «Большого брата», Мателсон начал отношения с Лиз Нолан. Они продолжали встречаться в течение пяти месяцев, а затем расстались в феврале 2016 года.

## Титулы и достижения
- All Elite Wrestling
  - Командный чемпион мира AEW (1 раз) — с Джангл Бой
  - Чемпион TNT AEW (1 раз)
- All-Star Wrestling
  - ASW Tag Team Championship (1 раз) — с Громом из Джаландхара[8]
- DDT Pro-Wrestling
  - Ironman Heavymetalweight Championship (1 раз)[9]
- Lucha Underground
  - Lucha Underground Trios Championship (1 раз) — с Драго и Пиндаром[10]
- Millennium Pro Wrestling
  - MPW Heavyweight Championship (1 раз)[11]
- Pro Wrestling Blitz
  - PWB Tag Team Championship (1 раз) — с Серпентико[12]
- Pro Wrestling Illustrated
  - № 105 в топ 500 рестлеров в рейтинге PWI 500 в 2020[13]